# Dig link〜ディグリンク〜
Dig link〜ディグリンク〜（でぃぐりんく）は、エフエム北海道（AIR-G'）にて放送されていたラジオ番組。

## 概要
タイトルの「Dig（ディグ）」は「深掘り・掘り起こす・発見」・「Link（リンク）」は「繋げる」の意味を持ち、北海道内外で活動・発信するミュージシャン・デザイナー・プログラマー・YouTuberなどの表現者を紹介しつつ、アニメ・ゲーム・VOCALOID・漫画などのサブカルチャーを中心にジャンル関わらず様々な表現を番組やパーソナリティの視点で深掘りし、表現者とリスナーを繋げるラジオ番組。
本番組終了後には、LIVE AIR TECHONOLOGIES提供による実質的後継番組として、週替わりナビゲーターを務めたnonocやコメントゲスト出演したSifarらによる週替わりパーソナリティ制の音楽番組「V/R_relation」がFM NORTH WAVEにて2022年4月より放送される。

## ナビゲーター
- 初代：Sana（泉咲菜 2020年12月3日 - 2021年9月29日）[2]
- 2代目：週替わりナビゲーター[2]（2021年10月6日 - 2022年3月30日）
  - 北海道在住のサブカルチャー系歌手が月1回ずつの頻度で担当し、番組へのTwitterツイートについては番組タグ「#ディグリンク」に加えて各週のナビゲーター名のハッシュタグをつけてのツイート発信が推奨されていた。
  - 第1水曜：nonoc（2021年10月6日[3] - 2022年3月2日[4]）
  - 第2水曜：広沢愛香（ミルクス本物）（2021年10月13日[5] - 2022年3月9日[6]）
  - 第3水曜：Lalami（2021年10月20日[7] - 2022年3月16日[8]）
  - 最終水曜：月替わりゲスト（後述、2022年3月のみ第4水曜に実施）
  - 2021年12月22日[9]・2022年3月30日はnonoc・広沢・Lalamiのレギュラーナビゲーター全員が出演[10]。

## 放送時間
- 2020年12月3日 - 2021年3月31日：毎週木曜 25:30 - 26:00（金曜 1:30 - 2:00）
- 2021年4月7日[11] - 2022年3月30日：毎週水曜 21:30 - 21:55

## オープニング・エンディング
- オープニングBGM：fu_mou「Green Night Parade（feat.星子）」（2021年10月7日 - ）
- エンディングの最後には必ずナビゲーターによるメッセージが一言入れられ、「JOFU-FM 80.4 AIR-G' Dig link」のアナウンスで締められた。また2021年10月以降のエンディングにはその週のナビゲーターの楽曲が流れる。

過去
- 初代オープニングBGM：Yunomi Feat.TORIENA「大江戸コントローラー」（2020年12月3日 - 2021年9月29日）
  - オープニングでは前の時間帯の番組のパーソナリティへ労いの挨拶をかけており、木曜深夜時代には「鈴木愛奈のring A radio」に対し「愛奈さん、リンラジお疲れ様でした」、2021年5月からは「MUSIK BARISTA」に対し「事務員Gさん、お疲れさまでした」と発している。
- 初代エンディングBGM：V.K「Wings Of Piano」（2020年12月3日 - 2021年9月29日）

## 主なコーナー
- 今週の○○ディグ

ナビゲーターが毎回一つジャンルを問わずリスナーに知ってほしい・深掘りしてほしい作品や物事を紹介する。またゲストパートを行う場合もある。当初Sanaの担当時は「今週のSanadig～サナディグ～」として実施されていたが、週替りナビゲーター制以降は第1水曜「今週のノノディグ」・第2水曜「今週のアイディグ」・第3水曜「今週のララディグ」といった形で各週のナビゲーターの略称を入れる形としている。
- マンスリーテーマ

月替りでテーマを設定しメッセージを募集する。2021年4月以降は設定されておらず、主にDigっている(深掘りしている)ものに関するメッセージを中心に紹介している。

## 番組ノベルティ
ステッカー
ウサギを抱えてピースサインをする番組マスコット「さな」のイラストと番組ロゴを中心に外縁にオレンジの丸と番組ハッシュタグ・メールアドレス・放送時間を白く書いた丸型のステッカー。2021年4月7日にて番組ステッカーの完成を発表、5月5日放送にて「Digっている（深掘りしている）もの」のテーマメッセージを合言葉としてプレゼント受付を開始し番組Twitterアカウントのフォローで当選率を上げるとし、5月12日放送よりプレゼントを開始し、Sanaの降板まで応募を受け付け番組内で紹介されたディグっている物を語ったメッセージからSanaが気に入った投稿にSanaのサイン入りステッカーが進呈された。
サイン入りチェキ
番組スポンサーLIVE AIR TECHNOLOGIESのTwitterアカウントをフォローした上で同アカウントへのダイレクトメッセージを介し応援メッセージを送ったリスナーを対象に抽選で各週のナビゲーターのサイン入りインスタント写真をプレゼントする。2021年12月22日放送のクリスマススペシャル回にてチェキプレゼントを開始し、翌年1月5日より応援メッセージ送付制でレギュラーナビゲーター回を対象に毎週のプレゼントを行い、2月23日の綾野ましろゲストナビゲーター回にて初のゲストによるチェキ写真プレゼントを実施。

## ゲスト
ゲストパートでは、「最近Digった物」としてゲストが関心を持っている物事を語る事が慣例となっていた。

### インタビューゲスト
2020年
- 12月3日 - 小野寺司典（ライブハウス「PLANT」店長）[16]

2021年
- 1月28日 - 勇-YOU-（SCREEN mode リモート出演）[17]
- 4月28日 - 鈴木愛奈[18][19]

### メッセージゲスト
2020年
- 12月10日 - Liyuu[20]
- 12月24日 - 樋口楓[21]

2021年
- 1月7日 - TRUE[22]
- 1月21日 - コバソロ[23]
- 2月4日 - JAM Project[24]
- 2月18日 - 中島愛[25]
- 3月5日 - nonoc[26]
- 3月11日 - 神山羊[27]
- 3月18日 - 伊東歌詞太郎[28]
- 3月25日 - 小野大輔[29]
- 4月7日 - Liella![30]
- 4月21日 - 降幡愛[18]
- 5月26日 - 藍井エイル[31]
- 6月9日 - Saint Snow[32]
- 7月21日 - 西山宏太朗[33]
- 7月28日 - fhana[34]
- 8月4日 - 上田麗奈[35]
- 8月11日 - 高槻かなこ[36]
- 8月18日 - 五十嵐裕美[37]
- 8月25日 - MindaRyn[38]
- 9月8日 - Sifar[39]
- 9月15日 - 水科葵（GEMS COMPANY）[40]
- 9月22日 - 黒崎真音[41][42]
- 10月13日 - ReoNa[43]
- 12月1日 - 伊東歌詞太郎[44]
- 12月8日 - 土屋アンナ[45]
- 12月15日 - 入野自由[46]

2022年
- 2月2日 - YURiKA[47]
- 2月9日 - 手越祐也[48]
- 2月16日 - 伊東歌詞太郎[49]

### ゲストナビゲーター
2021年
- 10月27日 栗山夕璃[50]
- 11月24日 TAKU INOUE[51]
- 12月29日 NACHERRY[52]

2022年
- 1月26日 丸山純怜[53]
- 2月23日 綾野ましろ[54]
- 3月23日 森大翔[55]